# تشيسني هاوكس
تشيسني هاوكس (بالإنجليزية: Chesney Hawkes)‏ هو عازف قيثارة ومغني وكاتب أغاني وممثل بريطاني، ولد في 22 سبتمبر 1971 في ونزر في المملكة المتحدة.

## وصلات خارجية
- الموقع الرسمي
- تشيسني هاوكس على موقع IMDb (الإنجليزية)
- تشيسني هاوكس على موقع ميوزك برينز (الإنجليزية)
- تشيسني هاوكس على موقع أول ميوزيك (الإنجليزية)
- تشيسني هاوكس على موقع ديسكوغز (الإنجليزية)
- تشيسني هاوكس على موقع قاعدة بيانات الفيلم (الإنجليزية)